# 俊介 (犬)
俊介（しゅんすけ、2002年11月6日 - 2017年10月16日）は、千葉県在住のアイドル犬。犬種はポメラニアン。
SNSのtwitterを通し人気を得て、フォロワーは15万人を越える。犬や動物の雑誌からCMまで幅広いメディアで活躍する。ぬいぐるみの中に混ざって撮った写真が有名である。2015年現在で12歳という高齢ながらも、まるで子犬のような愛らしさが特徴。カットはサマーカットや柴犬カットといわれる。ただ、性格は臆病で人見知りをする。
生まれた年の2002年から飼われはじめた。名前の俊介は、サッカーの中村俊輔にちなむ。2010年に飼い主の知人がTwitterで俊介の写真を掲載したところ、その愛らしさに人気が出て、飼い主自ら写真の投稿をはじめた。ファッション誌『CREA』（文藝春秋）のムック『CREA Due Dog』第3号の表紙起用、TVの情報番組での紹介を経て、2011年には写真集『俊介ころころ』も発売された。また、2012年版ごろから俊介の写真を使ったカレンダーも各社から発売されている。日本以外ではSNSの新浪微博でフォロワーを集め、中国でも人気を博していた。
2017年10月16日に体調不良ののち死去した事が公式Twitterで報じられた。

## 写真集
- 『俊介ころころ：ツイッター犬　俊介のまいにち』宝島社、2011年7月。ISBN 978-4-7966-8422-4。
- 『俊介くん 初めての旅スナップ In Kansai』淡路デジタル（学彩社）、2011年12月。ISBN 978-4-907835-07-1。
- 『俊介てくてく：うごく! 俊介DVD付き』宝島社、2012年2月。ISBN 978-4-7966-9662-3。
- 『俊介ぽかぽか』宝島社、2013年3月。ISBN 978-4-8002-0839-2。